# Libertàlia
Libertàlia o Libertàtia hauria estat una colònia de tipus llibertari fundada per pirates a Madagascar a finals del segle xvii sota el comandament del capità James Misson. La seva existència real és discutida, ja que només se'n parla en el llibre Història general dels pirates escrit per un tal Charles Johnson, que en realitat podria haver estat un pseudònim de Daniel Defoe; com que una gran part del llibre és una barreja de realitat i ficció, és possible que aquesta colònia sigui totalment imaginària.